# 山口県道346号光井島田線
山口県道346号光井島田線（やまぐちけんどう346ごう みついしまたせん）は、山口県光市を通る一般県道である。

## 概要
光市光井4丁目から光市上島田2丁目に至る。

### 路線データ
- 起点：光市光井4丁目（山口県道22号光柳井線交点）
- 終点：光市上島田2丁目（山口県道144号光玖珂線交点）

## 歴史
- 1978年（昭和53年）4月1日 - 山口県告示第308号により認定される。

## 地理

### 通過する自治体
- 光市

### 交差する道路
| 交差する道路          | 交差する場所 | 交差する場所 |
| --------------------- | ------------ | ------------ |
| 山口県道22号光柳井線  | 光井4丁目    | 起点         |
| 山口県道144号光玖珂線 | 上島田2丁目  | 終点         |

### 沿線
- 山口県立光高等学校（起点付近）
- 光市立上島田小学校（終点付近）
- 光市立島田中学校（終点付近）
- JR西日本山陽本線 島田駅（終点付近）